# Rybnice
Rybnice je vesnice v okrese Plzeň-sever v Plzeňském kraji. Leží 2,5 kilometru jižně od Plas. Ve vsi žije 620 obyvatel a její katastrální území měří 525,6 hektaru.
Rybnice leží v údolí Rybnického potoka, na hlavním silničním tahu spojujícím Plzeň a Most. V obci je zastávka linkových autobusů, mateřská škola, smíšený obchod a večerka. V obci sídlí firmy BEST (výroba zámkové dlažby), autoservis s STK a autobazar.

## Historie
Ves je poprvé připomínána roku 1193 jako dar Anežky z Potvorova plaskému klášteru.

## Přírodní poměry
Rybnice na severu sousedí s Plasy a na jihu s Kaznějovem. Na jihozápadě se v lesích rozkládají kaznějovské kaolinové doly, na sever od vsi začíná plaské polní letiště.

## Obyvatelstvo
Při sčítání lidu v roce 1921 zde žilo 432 obyvatel (z toho 200 mužů), z nichž bylo 429 Čechoslováků a tři Němci. Většina se hlásila k římskokatolické církvi, ale šedesát lidí bylo evangelíky, 26 členy církve československé a 152 lidí bylo bez vyznání. Podle sčítání lidu z roku 1930 měla vesnice 500 obyvatel: 496 Čechoslováků a čtyři Němce. K římskokatolické církvi patřilo 256 obyvatel, 41 lidí bylo evangelíky, 33 členy církve československé a 170 lidí bylo bez vyznání.
| Rok            | 1869 | 1880 | 1890 | 1900 | 1910 | 1921 | 1930 | 1950 | 1961 | 1970 | 1980 | 1991 | 2001 | 2011 | 2021 |
| -------------- | ---- | ---- | ---- | ---- | ---- | ---- | ---- | ---- | ---- | ---- | ---- | ---- | ---- | ---- | ---- |
| Počet obyvatel | 367  | 333  | 361  | 342  | 388  | 432  | 500  | 436  | 490  | 471  | 411  | 403  | 415  | 496  | 591  |
| Počet domů     | 38   | 43   | 50   | 54   | 60   | 67   | 94   | 120  | 123  | 126  | 122  | 138  | 148  | 170  | 193  |

## Obecní správa
Mezi lety 1869–1985 Rybnice byla obcí v okrese Kralovice (1869–1930), poté v okrese Plasy (1950) a později v okrese Plzeň-sever. Od 1. ledna 1986 do 23. listopadu 1990 patřila jako část města ke Kaznějovu a od 24. listopadu 1990 je opět samostatnou obcí.

## Pamětihodnosti
- Kaplička
- Zvonice
- Venkovský dům čp. 2
- Venkovské usedlosti čp. 3 a 31
- Zemědělský dvůr čp. 8